# Rodney David Wingfield
Rodney David Wingfield (R. D. Wingfield) (geboren am 6. Juni 1928 in Hackney, Großbritannien; gestorben am 31. Juli 2007) war ein britischer Schriftsteller und Autor von Kriminalhörspielen. Bekannt wurde Wingfield durch Detective Inspector Jack Frost, Hauptfigur einer Hörspielserie und der Fernsehserie A Touch of Frost.

## Leben und Werk
R. D. Wingfield wurde 1928 in Hackney, das seinerzeit noch kein Stadtteil Londons war, geboren. Er besuchte die Cooper’s Company School im Londoner East End, mit der er während des Zweiten Weltkrieges nach Frome in Somerset evakuiert wurde. Nach seiner Schulzeit übte Wingfield verschiedene Büroarbeiten für eine Möbelfabrik und in den Docks des Londoner Hafens aus und arbeitete dann in der Vertriebsabteilung Petrofinas. In seiner Freizeit schrieb er kurze Hörspiele. Nachdem BBC Radio Drama 1968 auf Wingfield aufmerksam geworden war und er drei Hörspiele verkaufen konnte, gab er seine Stelle auf und widmete sich ausschließlich dem Schreiben von 45- bis 60-minütigen Hörspielen für den Sender. Wingfields erstes Kriminalhörspiel Compensating Error wurde im August 1968 ausgestrahlt und spielt in einer Bank, in der ein neuer Vorgesetzter beginnt, für den nur die Produktivität der Mitarbeiter wichtig ist. Es handelt vom typischen Büroalltag der 60er Jahre und dem Plan zweier älterer Mitarbeiter, sich das zu holen, was ihnen ihrer Meinung nach zusteht. Seine Stücke sind für raffinierte Handlungswechsel und überraschende Auflösungen bekannt. Nach einer Auseinandersetzung mit der BBC-Redaktion reichte Wingfield 1984 die sechsteilige Hörspielreihe A Killing Season unter dem Namen Arthur Jefferson, dem eigentlichen Namen Stan Laurels, ein. 1988 schrieb Wingfield als T. Smith mit Hate Mail sein letztes Hörspiel und widmete sich danach ausschließlich dem Schreiben seiner Bücher.
Die Figur des Detective Inspector Jack Frost schuf Wingfield 1972 für einen vom Verlag Macmillan Publishers beauftragten Kriminalroman. Nachdem Macmillan diesen Roman „Frost at Christmas“ abgelehnt hatte, verarbeitete Wingfield die Figur des Jack Frost 1977 in dem Hörspiel „Three Days with Frost“, in dem Ronnie Barker für die Rolle des Frost vorgesehen war, der jedoch absagen musste. Daraufhin übernahm der vor allem für seine Rollen als Polizist bekannte Schauspieler Leslie Sands die Rolle, der Wingfields Favorit für den Kriminalinspektor bleiben sollte.
R. D. Wingfield lebte zurückgezogen in Basildon, Essex. Er trat nicht gerne an die Öffentlichkeit und wurde nur selten fotografiert. Durch eine Verwechslung bei der Übersetzung trägt die italienische Ausgabe eines seiner Bücher auf dem Umschlag eine Aufnahme Kenneth Williams’ als Autorenbild. Wingfield starb am 31. Juli 2007. Sein letztes Buch A Killing Frost wurde postum 2008 veröffentlicht.

## Werke (Auswahl)

### Hörspiele
- 1968: Compensating Error
- 1969: Better never than late
- 1970: The Night they deliver the Money
- 1971: Cat and mouse game
- 1972: The tenth anniversary
- 1973: Second class risk
- 1974: Murder locked out
- 1976: Winner takes the Kitty
- 1977: Three Days with Frost
- 1977: Post Mortem Shock
- 1979: The Cellar
- 1982: A Touch of Frost
- 1984: A Killing Season – unter dem Pseudonym Arthur Jefferson
- 1988: Hate Mail – unter dem Pseudonym T. Smith

### Bücher
- 1989: Frost at Christmas (1984 in Kanada; geschrieben 1972)
- 1990: A Touch of Frost
- 1992: Night Frost
- 1995: Hard Frost
- 1999: Winter Frost
- 2008: A Killing Frost